# Revival (албум Селене Гомез)
Албум Revival, познате глумице и певачице Селене Гомез је изашао 9. октобра 2015. године и наслеђује Селенино изузетно успешно дебитантско соло издање Stars Dance из 2013. године.
Ново студијско издање је најављено синглом Good For You (feat. A$AP Rocky), а након њега су убрзо уследили сингл Same Old Love и песма Me & The Rhythm.
Све три објављене песме се налазе на новом албуму за чију су продукцију били задужени Хит бој, Бени Бланко ("Maroon 5", Ники Минаж, Џеси Џеј, Кејти Пери) и продуцентски дуо Рок мафија (Џастин Бибер, Мараја Кери, Ели Гoлдинг, Деми Ловато).
Најавни сингл Good For You (feat. A$AP Rocky) први је сингл Селене Гомез који је био на првом месту „Билбордове“ листе Дигиталних песама и редован је на радијским листама широм света.
1. Revival
2. Kill Em wiith Kindness
3. Hands to Myself
4. Same Old Love
5. Sober
6. Good for You
7. Camouflage
8. Me & the Rhythm
9. Survivors
10. Body Heat
11. Rise
12. Me & My Girls - Делукс издање
13. Nobody - Делукс издање
14. Perfect - Делукс издање
15. Outta My Hands (Loco) - Интернационално и Таргет делукс издање
16. Cologne - Интернационално и Таргет делукс издање